# Spektralsatsen
Spektralsatsen är en samling satser inom linjär algebra. Satserna anger vilka linjära avbildningar som har en bas av ortonormerade egenvektorer och alltså kan diagonaliseras i denna bas, det vill säga huruvida matrisen A kan uttryckas som 
{\displaystyle A=UDU^{*}}
där D är en diagonalmatris och U är en unitär matris. 
Satsen anger dels att vissa matriser är diagonaliserbara, dels att det inte är nödvändigt att beräkna en invers, vilket är fallet vid allmänna diagonaliseringar, då matrisen skrivs 
{\displaystyle A=TDT^{-1}}.

## Spektralsatser
Spektralsatsen finns i flera utföranden. Spektralsatsen för symmetriska avbildningar är oftast den enda som lärs ut i en grundkurs i linjär algebra. 

### Symmetriska avbildningar
Om {\displaystyle V} är ett ändligt-dimensionellt reellt inre produktrum gäller följande:
{\displaystyle F:V\rightarrow V} är en symmetrisk linjär avbildning
{\displaystyle \iff F} har en ortonormerad bas av egenvektorer till {\displaystyle V}.

### Hermitska avbildningar
Om {\displaystyle V} är ett ändligt-dimensionellt komplext inre produktrum gäller följande:
{\displaystyle F:V\rightarrow V} är en hermitsk linjär avbildning
{\displaystyle \implies F} har en ortonormerad bas av egenvektorer till {\displaystyle V} och egenvärdena är reella.

### Normala avbildningar
Om {\displaystyle V} är ett ändligt-dimensionellt komplext inre produktrum gäller följande:
{\displaystyle F:V\rightarrow V} är en normal linjär avbildning
{\displaystyle \iff F} har en ortonormerad bas av egenvektorer till {\displaystyle V} (men egenvärdena är i allmänhet inte reella).
Notera ekvivalensen: Normala linjära avbildningar är alltså exakt de avbildningar som kan diagonaliseras med en bas av ortonormerade egenvektorer.

## Bevis

### Symmetriska avbildningar
Spektralsatsen bevisas för en reell symmetrisk avbildning F genom matematisk induktion över dimensionen p för vektorrummet {\displaystyle \mathbb {E} ^{p}} som F verkar på.
- Visa att satsen gäller för p = 1.

Låt vektorn {\displaystyle \mathbf {f} } vara talet 1. Eftersom avbildningsmatrisen har dimensionen 1x1 och är reell avbildas {\displaystyle \mathbf {f} } på en reell multipel av sig själv, så egenvärdet är reellt.
{\displaystyle \mathbf {f} } är alltså en normerad egenvektor till {\displaystyle F} och därmed den sökta basen till {\displaystyle \mathbb {E} ^{1}}.
- Anta vidare att satsen är sann för rum av dimensionen p. Visa då att satsen även är sann för rum av dimensionen p + 1.

Symmetriska matriser är hermitska, och hermitska matriser har endast reella egenvärden. Välj ett (reellt) egenvärde {\displaystyle \lambda _{1}} för {\displaystyle F} i rummet {\displaystyle \mathbb {E} ^{p+1}} och låt vektorn {\displaystyle \mathbf {f} _{1}} vara en normerad egenvektor till denna.
Bilda mängden {\displaystyle V} som innehåller alla vektorer i {\displaystyle \mathbb {E} } som är ortogonala mot {\displaystyle \mathbf {f} _{1}}. Dimensionen för {\displaystyle V} blir alltså {\displaystyle p}. Låt {\displaystyle V} ha ortonormala basvektorer {\displaystyle \mathbf {f} '_{2},\mathbf {f} '_{3}\dots ,\mathbf {f} '_{p+1}}. Notera att dessa inte nödvändigtvis är egenvektorer till {\displaystyle F}.
Fyll ut med {\displaystyle \mathbf {f} _{1}} till en ON-bas för {\displaystyle \mathbb {E} ^{p+1}}.
Transformationsmatrisen {\displaystyle T} blir då ortonormal, så {\displaystyle T^{-1}=T^{T}}. Avbildningsmatrisen i den nya basen, {\displaystyle A_{f}=TAT^{T}}, blir då symmetrisk eftersom {\displaystyle A_{f}^{T}=(TAT^{T})^{T}=TA^{T}T^{T}=TAT^{T}=A_{f}.}. Den får då formen {\displaystyle {\begin{pmatrix}\lambda _{1}&0&\cdots &0\\0&\ddots &\cdots &a\\\vdots &\vdots &\ddots &b\\0&a&b&c\end{pmatrix}}}.
Då V har dimension p och är symmetrisk existerar ortonormala egenvektorer {\displaystyle \mathbf {f} _{2},\mathbf {f} _{3},\dots ,\mathbf {f} _{p+1}} till F begränsat till rummet V enligt induktionsantagandet.
Det betyder i sin tur att {\displaystyle \mathbf {f} _{1},\mathbf {f} _{2},\dots ,\mathbf {f} _{p},\mathbf {f} _{p+1}} är en ortonormerad bas bestående av egenvektorer till {\displaystyle F}
- Eftersom satsen är sann för dimensionen {\displaystyle p=1} och om den är sann för ett rum av dimensionen {\displaystyle p} så är den även sann för rum av dimensionen {\displaystyle p+1}, är satsen sann för alla heltalsdimensioner.

### Normala avbildningar
Schurs sats kan användas för att bevisa att en normal matris kan diagonaliseras med en unitär matris.
Låt A vara en normal matris. Det finns då, enligt Schurs sats, en unitär matris U så att A = UTUH, där T är en uppåt triangulär matris med A:s egenvärden på diagonalen. Man får då att:
{\displaystyle AA^{H}=UTT^{H}U^{H}~~~A^{H}A=UT^{H}TU^{H}}.
Då A är normal och U inverterbar ger detta att TTH = THT. T är uppåt triangulär och TH är nedåt triangulär, så för att produkterna TTH och THT ska vara lika måste T vara diagonal.

## Historia
Spektralsatsen utformades under början av 1800-talet av Augustin-Louis Cauchy.

## Tillämpningar

### Kvadratiska former
En kvadratisk form kan skrivas som en symmetrisk matris och kan därför diagonaliseras med en ortonormerad bas. Den blir då mer lätthanterlig. Spektralsatsen kan i vissa fall vara formulerad som att en kvadratisk form i ett euklidiskt rum har en kanonisk ortonormerad bas. Detta gör att spektralsatsen kan användas för att bestämma olika andragradsytors huvudaxlar.
Exempelvis kan den kvadratiska formen 
{\displaystyle k(x_{1},x_{2},x_{3})=x_{1}^{2}+4x_{1}x_{2}+x_{2}^{2}+6x_{2}x_{3}+x_{3}^{2}}
skrivas på matrisform som
{\displaystyle k(\mathbf {x} )={\begin{pmatrix}x_{1}&x_{2}&x_{3}\end{pmatrix}}{\begin{pmatrix}1&2&0\\2&1&3\\0&3&1\\\end{pmatrix}}{\begin{pmatrix}x_{1}\\x_{2}\\x_{3}\end{pmatrix}}}
och där egenvärdena är
{\displaystyle 1,1-{\sqrt {13}},1+{\sqrt {13}}},
så att k i den nya basen kan skrivas 
{\displaystyle k'(x_{1},x_{2},x_{3})=x_{1}^{2}+(1-{\sqrt {13}})x_{2}^{2}+(1+{\sqrt {13}})x_{3}^{2}}.